# Leo Koenigsberger

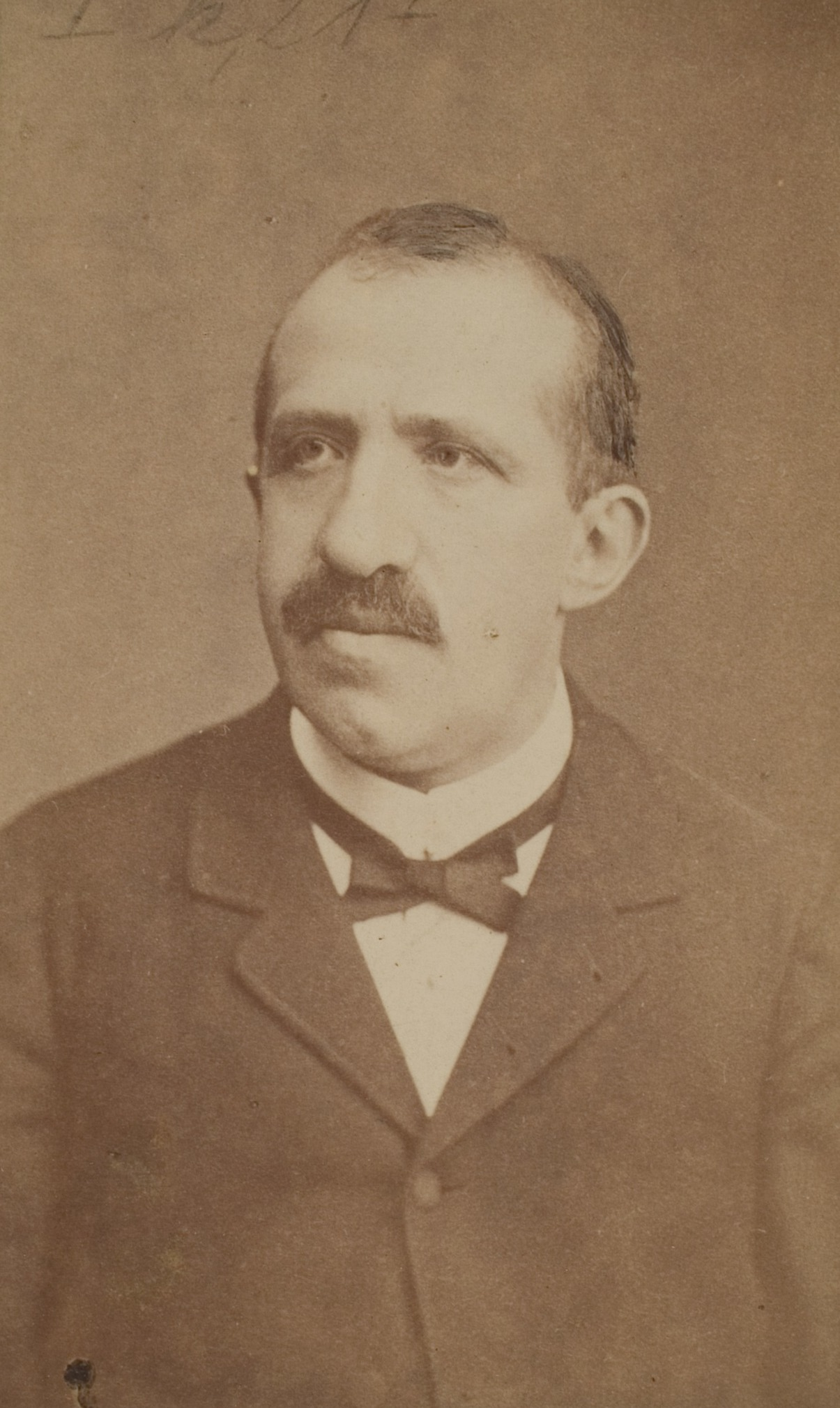
Leo Koenigsberger (um 1886)

Leo Koenigsberger (* 15. Oktober 1837 in Posen; † 15. Dezember 1921 in Heidelberg) war ein deutscher Mathematiker und Hochschullehrer.

## Leben
Koenigsberger entstammte einer reichen jüdischen Kaufmannsfamilie in der Provinz Posen. Er besuchte das Friedrich-Wilhelms-Gymnasium (Posen) und studierte von 1857 bis 1860 an der Friedrich-Wilhelms-Universität Berlin. Karl Weierstraß prägte ihn dort maßgeblich.
Er habilitierte sich in Berlin und wurde 1864 Professor für Mathematik an der Universität Greifswald, ab 1869 an der Ruprecht-Karls-Universität Heidelberg. 1875 wechselte er an die TH Dresden und 1877 an die Universität Wien. 1884 ging er schließlich wieder nach Heidelberg, wo er die letzten 36 Jahre seines Professorenlebens verbrachte. 1893 wurde er als korrespondierendes Mitglied in die Preußische Akademie der Wissenschaften aufgenommen. Seit 1909 war er ordentliches Mitglied der Heidelberger Akademie der Wissenschaften und von 1909 bis 1915 deren Sekretar.

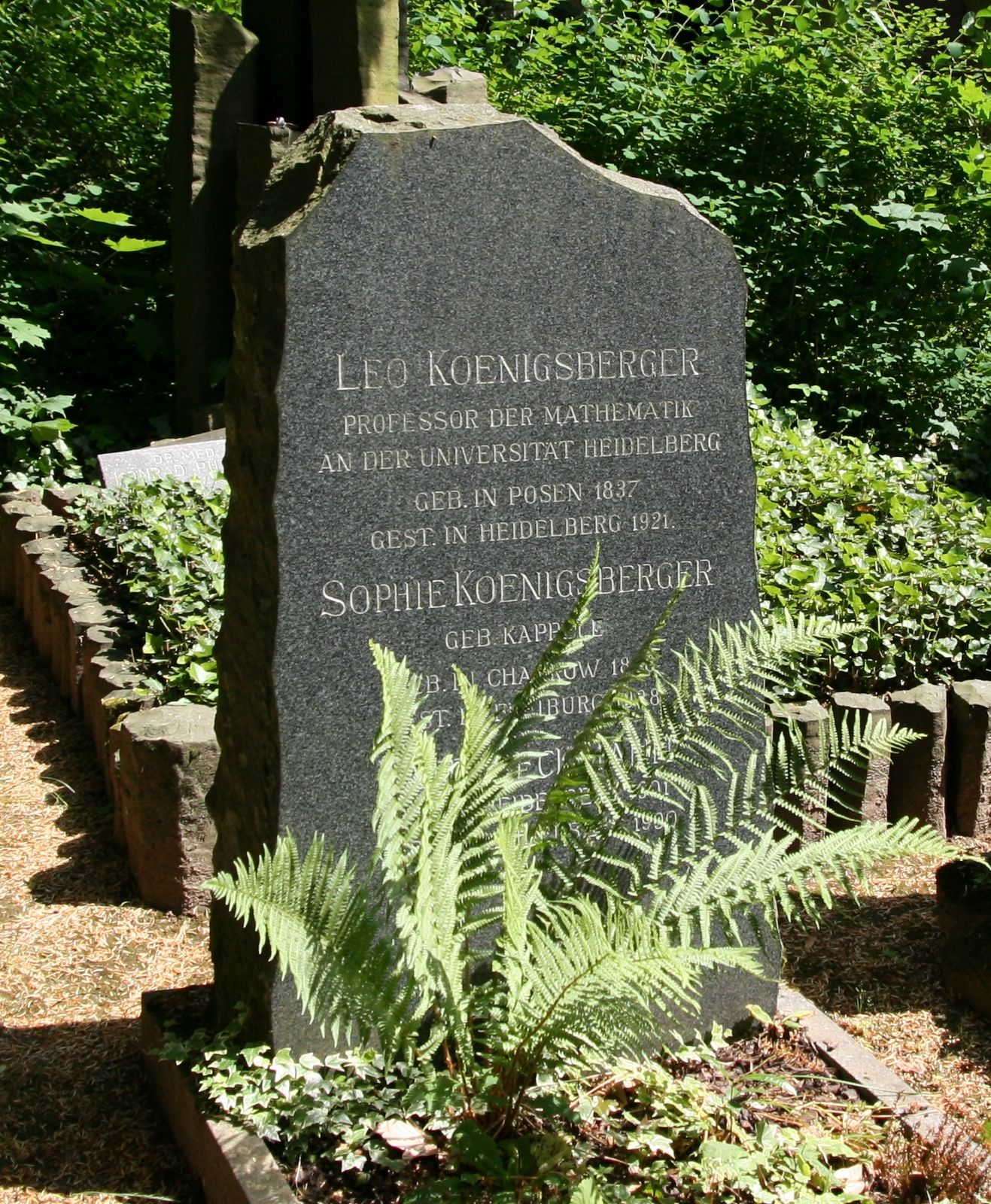
Grabstätte von Leo Koenigsberger in der Professorenreihe (Abt. D) des Heidelberger Bergfriedhofes

Koenigsbergers Forschung galt vor allem der Theorie elliptischer und hyperelliptischer Integrale sowie komplexer Differentialgleichungen, letzteres in enger Zusammenarbeit mit Lazarus Fuchs. Seine wichtigsten Werke sind seine Monographien über elliptische und hyperelliptischen Integrale von 1874 bzw. 1878 sowie seine Biographien von Hermann von Helmholtz (1902/03) und Carl Gustav Jacobi. Er hinterließ auch Memoiren. Wie viele andere Hochschullehrer verzichtete Leo Koenigsberger auf seine englischen Auszeichnungen und beteiligte sich an der gegen England gerichteten Erklärung der Hochschullehrer des Deutschen Reiches vom Oktober 1914.
Koenigsbergers Grab liegt am so genannten Professorenweg des Heidelberger Bergfriedhofes in der (Abt. D). Es ist mit einer schwarzen Granitstele geschmückt, in die Koenigsbergers Lebensdaten und die seiner Frau Sophie Koenigsberger geb. Kappel eingemeißelt sind.

## Schriften (Auswahl)
- Vorlesungen über die Theorie der elliptischen Functionen, nebst einer Einleitung in die allgemeine Functionenlehre
- Vorlesungen über die Theorie der hyperelliptischen Integrale, Teubner 1878, Projekt Gutenberg
- Allgemeine Untersuchungen aus der Theorie der Differentialgleichungen
- Lehrbuch der Theorie der Differentialgleichungen mit einer unabhängigen Variablen
- Zur Geschichte der Theorie der elliptischen Transcendenten in den Jahren 1826–29, Teubner 1879, Projekt Gutenberg
- Hermann von Helmholtz. 3 Bände. Braunschweig 1902–1903.
- Carl Gustav Jacob Jacobi, Teubner 1904.
- Mein Leben, Heidelberg 1919. (Erw. Ausgabe. Univ. Heidelberg 2015.)